# Tomasz Wróblewski (muzyk)
Tomasz Wróblewski, ps. Orion (ur. 2 czerwca 1980 w Warszawie), niegdyś znany również jako Anubis – polski muzyk, kompozytor, wokalista i producent muzyczny. Absolwent Uniwersytetu Warszawskiego. W 1997 roku założył blackmetalową grupę Vesania, dla której komponuje, śpiewa, pisze teksty oraz gra na gitarze elektrycznej. W latach 2002–2006 był basistą grupy Neolithic. Od 2003 roku występuje jako basista w deathmetalowej grupie Behemoth. W latach 2008–2010 wraz z muzykami rozwiązanego Neolithic współtworzył formację Black River, w której grał na gitarze basowej. Wróblewski współpracował także z zespołami Devilish Impressions, Sammath Naur, Leash Eye, My Riot i Vulgar.
W 2010 roku wraz z grupą Behemoth otrzymał nagrodę polskiego przemysłu fonograficznego – Fryderyka w kategorii Album roku metal za wydawnictwo pt. Evangelion. W 2009 roku wziął udział w targach Musikmesse we Frankfurcie, w Niemczech. Spotkanie odbyło się na stanowisku producenta gitar ESP, która sponsoruje muzyka. Od 2011 roku pracownik Sound Division Studio w Warszawie.
Od wielu lat mieszka w Warszawie. Muzyk interesuje się sztuką filmową i jest miłośnikiem zwierząt.

## Życiorys

### Młodość
Tomasz Wróblewski urodził się 2 czerwca 1980 w Warszawie. Wychowywał się w Legionowie. Ukończył VIII Liceum Ogólnokształcące im. Władysława IV w Warszawie. Jest absolwentem Wydziału Polonistyki Uniwersytetu Warszawskiego (2006). Grą na gitarze zainteresował się jako nastolatek. Będąc entuzjastycznym, młodym metalowcem, cały swój wolny czas poświęcał na ćwiczenia i próby. Wraz z kolegami przygotowywał salę do wstępów, nawet żeby dać tylko krótki popis. Jak sam stwierdził w wywiadzie – organizowanie własnego życia wokół muzyki sprawiało mu przyjemność.

### Działalność artystyczna

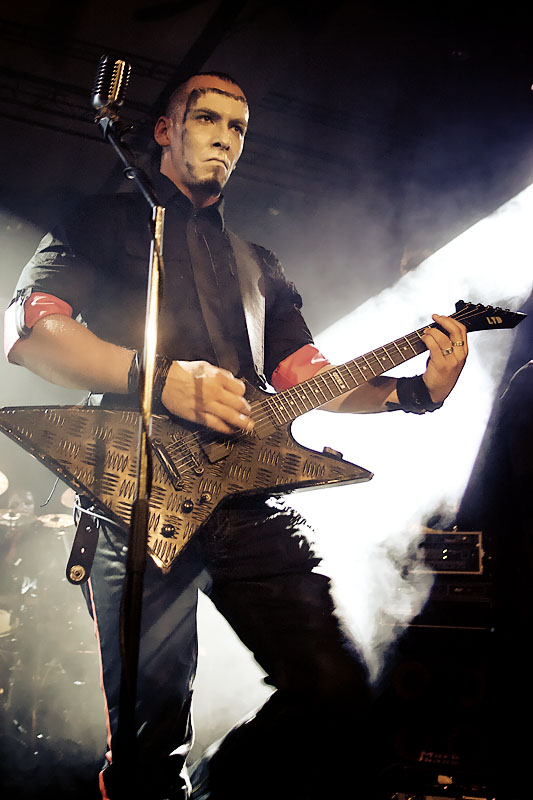
Tomasz „Orion” Wróblewski podczas koncertu wraz z zespołem Vesania we wrocławskim klubie Firlej 13 maja 2011 roku

W 1997 roku Wróblewski wraz z perkusistą Dariuszem „Darayem” Brzozowskim i basistą Filipem „Heinrichem” Hałuchą założył grupę muzyczną Vesania. Na przełomie 2001 i 2002 roku, w poszerzonym o gitarzystę i klawiszowca składzie, nagrał z grupą w olsztyńskim Selani Studio debiutancki album pt. Firefrost Arcanum. Płyta ukazała się w 2003 roku nakładem Empire Records w Europie oraz Crash Music w USA. Wróblewski o początkach grupy Vesania:

Ten zespół traktuję jak swoje dziecko. I to jest pierwsza rzecz, jaka mi przychodzi do głowy, gdy ktoś mnie pyta, czym jest dla mnie Vesania. Vesania to zespół, który kiedyś dawno, dawno temu założyliśmy wspólnie z Darayem i Heinrichem na gruzach kapeli Xesbeth, ponieważ chcieliśmy po prostu grać swoją muzykę, troszkę inną od tego, co robiliśmy wcześniej. I tak to się rozpoczęło, lat temu chyba 8...

W 2005 roku ukazał się drugi album grupy Vesania pt. God The Lux. Nagrania zrealizowano w lubelskich Hendrix Studios we współpracy z producentem muzycznym Arkadiuszem „Maltą” Malczewskim. miksowanie i mastering wykonali Wojciech i Sławomir Wiesławscy. Album został wydany przez Empire Records w Polsce oraz dzięki Napalm Records na świecie. W ramach promocji albumu grupa odbyła szereg tras koncertowych, m.in. God The Black East European Tour 2006 oraz Blitzkrieg IV Tour 2006, gdzie Vesania wystąpiła wraz z grupami: Vader, Trauma i Azarath. Pod koniec 2007 roku ukazał się kolejny album pt. Distractive Killusions. W Polsce płyta została wydana w styczniu 2008 roku nakładem Mystic Production. Album był promowany singlem pt. Rage of Reason, który ukazał się nakładem Empire Records.
Od 2002 roku Wróblewski występował w grupie Neolithic. Nagrał z nią album pt. My Beautiful Enemy (2003), wydany przez Mystic Production i minialbum pt. Team 666 (2004), który ukazał się nakładem Empire Records. Zespół został rozwiązany w 2006 roku. Na jego kanwie powstał rockowy zespół Black River, w którego składzie występują dotychczasowi członkowie Neolithic.

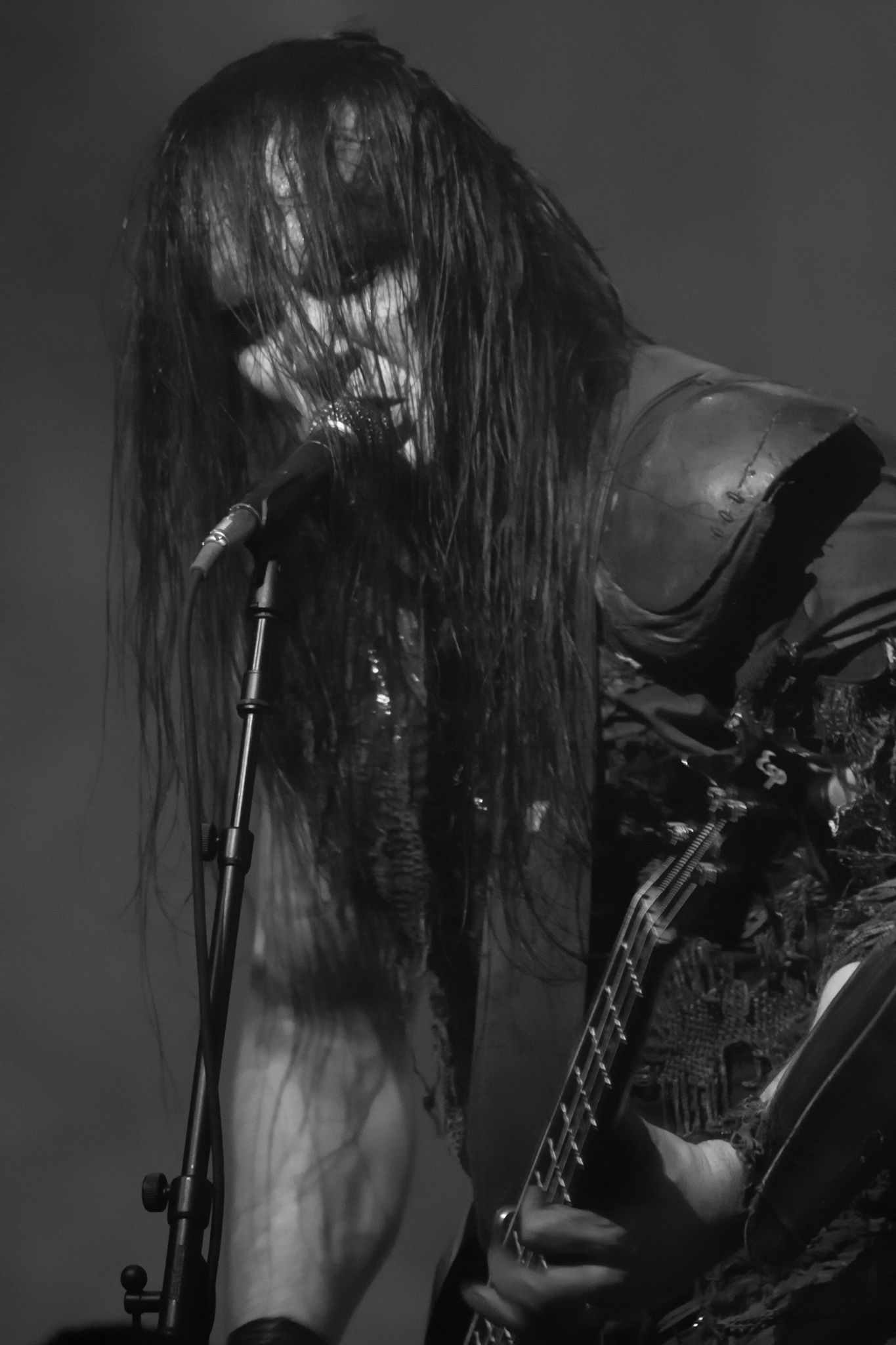
Tomasz Wróblewski podczas koncertu wraz z grupą Behemoth w 2012 roku

W 2003 roku Wróblewski dołączył początkowo jako basista sesyjny do grupy muzycznej Behemoth. Zastąpił w niej Marcina Nowaka, który dołączył do grupy Vader. Tymczasowo, podczas trasy koncertowej Unnatural Born Killers Tour w Stanach Zjednoczonych, zastąpił go Istvan Lendvay z grupy Rise. Nieobecność muzyka podyktowana była brakiem wizy. W 2004 roku już jako oficjalny członek zespołu nagrał album Demigod, który ukazał się tego samego roku nakładem szwedzkiej wytwórni muzycznej Regain Records. Rok później wydawnictwo uzyskało nominację do nagrody Fryderyka w kategorii album roku rock/metal. W 2007 roku nagrał z zespołem kolejny album pt. The Apostasy, który również uzyskał nominację do Fryderyka. Muzyk w następujący sposób skomentował wieść o dołączeniu do grupy Behemoth:

To bardzo trudne miejsce do wypełnienia. Novy jest świetnym muzykiem, grał z Behemoth kilka lat, był z nimi we wszystkich ważnych momentach. W tej chwili będzie grał z Vader, a ja zajmuję jego miejsce... Nie wiem, czy potrafię sobie ze wszystkiego zdawać sprawę. Wiem, że dla mnie to olbrzymia szansa, nie mogę tego nie doceniać. Wiem, że będziemy dużo grać, nie jest to dla mnie proste zadanie, ale zrobię wszystko, by było jak najlepiej.

Wraz z zespołem Behemoth Wróblewski odniósł największy sukces artystyczny, uzyskując m.in. nominację do nagrody Metal Hammer Golden Gods w kategorii Best underground band, laur w plebiscycie magazynu Terrorizer za rok 2008 w kategorii Best Live Band oraz nominację do nagrody Fenomeny Przekroju, przyznawaną przez tygodnik „Przekrój”. Ponadto odbył z zespołem szereg tras koncertowych na całym świecie, m.in. The Invaluable Darkness Tour i Ozzfest w Stanach Zjednoczonych.
W 2009 roku wraz z grupą Behemoth nagrał album pt. Evangelion, który ukazał się 7 sierpnia 2009 roku nakładem wytwórni muzycznej Nuclear Blast. Podczas nagrań Wróblewski używał czterostrunowej gitary ESP, model Tom Araya Signature Series i wzmacniacza Mark Bass. Muzyk wykonał również przedprodukcję nagrań demonstracyjnych albumu, podczas której użył programu komputerowego Steinberg Cubase oraz wtyczki łączy analogowych PSP Vintage Warmer.
W 2008 roku Wróblewski na zaproszenie Piotra Wtulicha dołączył jako basista do grupy muzycznej Black River. Tego samego roku nakładem Mystic Production ukazał się debiutancki album zespołu pt. Black River. Wydawnictwo było promowane teledyskiem do utworu pt. „Silence” w reżyserii Romana Przylipiaka. W nagraniu wystąpiła gościnnie aktorka Agnieszka Warchulska. W 2009 roku debiutancki album grupy uzyskał nominację do nagrody Fryderyka w kategorii album roku – metal.

### Występy gościnne
W 2003 roku podczas koncertu grupy Closterkeller w krakowskim studiu na Krzemionkach Wróblewski wystąpił gościnnie w roli Kata (utwór pt."Podziemny krąg”). Nagranie z występu ukazało się w 2003 roku również na płycie DVD pt. Act III, wydanej nakładem Metal Mind Records. W 2007 roku muzyk wystąpił gościnnie podczas koncertu grupy Vader w warszawskim klubie Stodoła. Z zespołem wykonał utwór pt. „Wyrocznia” z repertuaru thrashmetalowej grupy Kat. Nagranie z koncertu zostało wydane tego samego roku na płycie DVD pt. ...And Blood Was Shed in Warsaw. W październiku 2010 roku Wróblewski wystąpił wraz z zespołem Decapitated w Warszawie. Muzyk zaśpiewał kompozycję „Conquer All” pochodzącą z repertuaru formacji Behemoth. W 2011 roku wziął udział w nagraniach debiutanckiego album formacji My Riot pt. Sweet Noise. Wróblewski zarejestrował partie gitary basowej do utworów „Łzy i potęga” i „Biała flaga 2010”.

## Instrumentarium

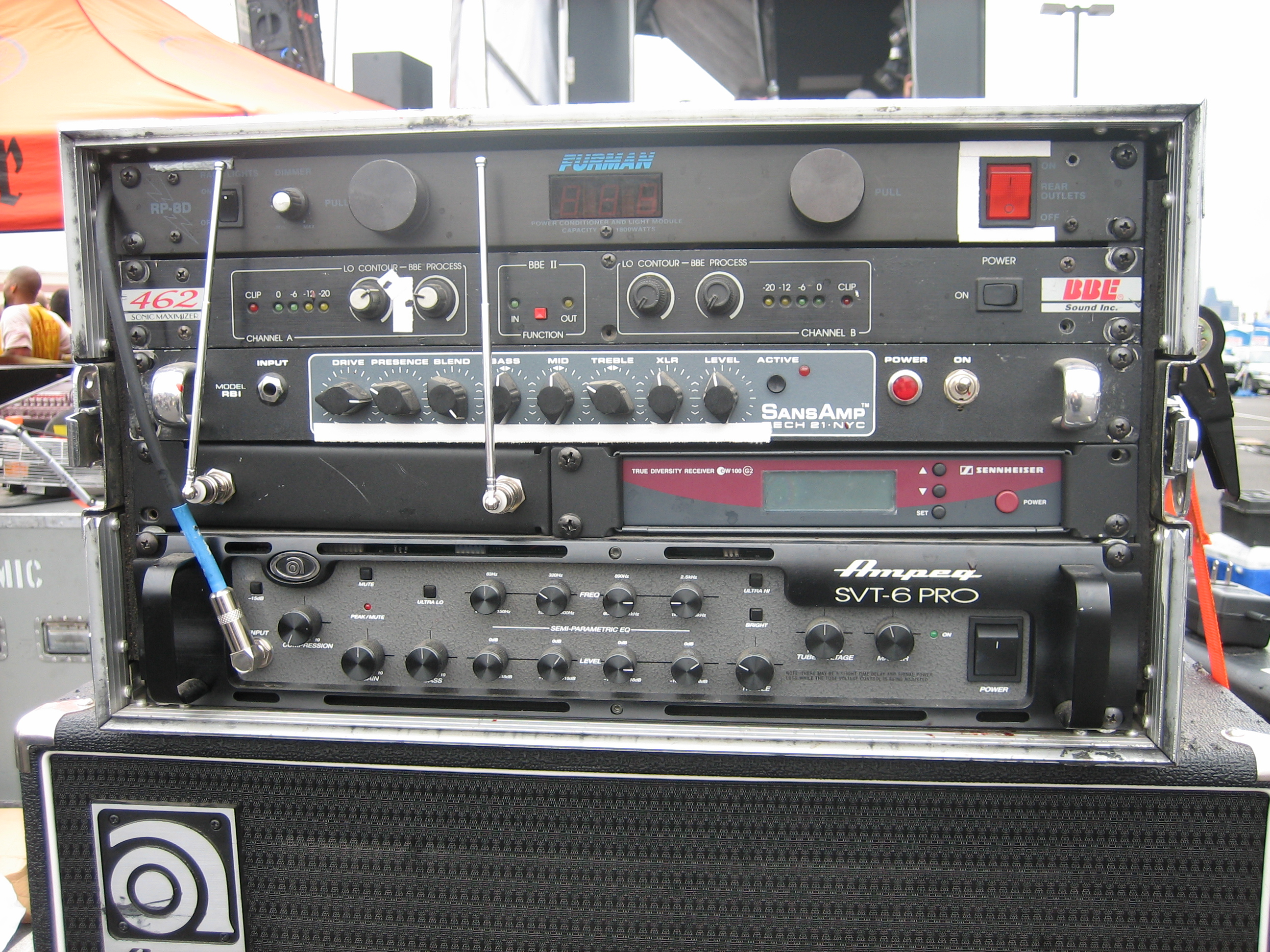
Bass rack Tomasza Wróblewskiego

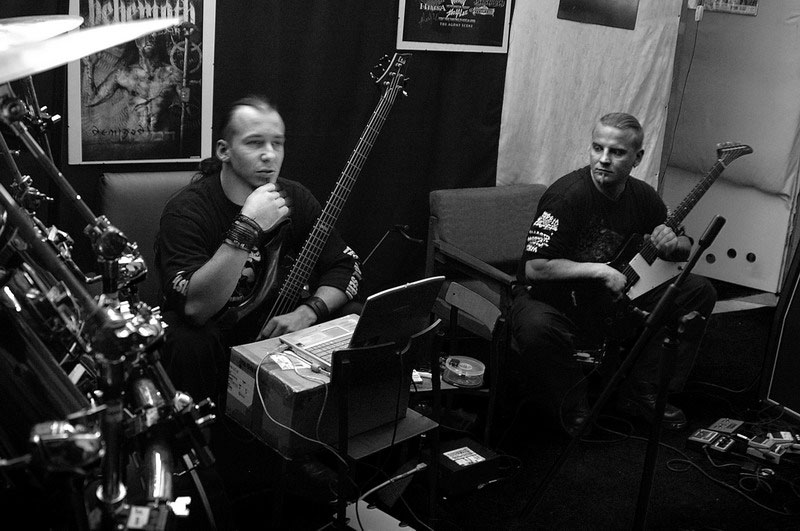
Od lewej: Tomasz Wróblewski i gitarzysta Patryk Sztyber podczas próby wraz z grupą Behemoth w 2007 roku

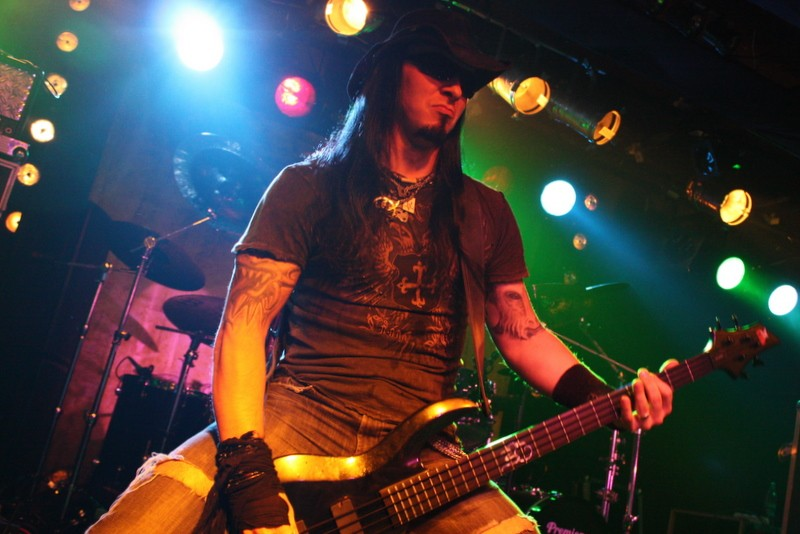
Tomasz Wróblewski podczas koncertu z grupą Black River, Lublin, klub Graffiti, 10 grudnia 2008

Od 2004 roku Wróblewski gra na instrumentach amerykańskiego producenta ESP. Muzyk używa zarówno gitar elektrycznych tej firmy, jak i gitar basowych. Natomiast od 2009 roku używa wzmacniaczy włoskiej firmy Markbass. W latach poprzednich grał ponadto m.in. na gitarze basowej JB (Guitarmanus) custom i Spector Rex 5, na której zrealizował album grupy Behemoth pt. Demigod (2004). W ramach działalności grupy Vesania używa gitary elektrycznej ESP, model LTD EX-400 BD. Muzyk korzysta ponadto z systemu bezprzewodowego Sennheiser, służącego do podłączania instrumentów do wzmacniaczy.

### Gitary
- ESP Custom, pięciostrunowa gitara basowa[30]
- ESP LTD EX-400 BD, sześciostrunowa gitara elektryczna[4]
- ESP LTD B-500, czterostrunowa gitara basowa[4]
- ESP Tom Araya Signature Series, czterostrunowa gitara basowa[4]
- ESP LTD F-255FM, pięciostrunowa gitara basowa[4]
- Spector Rex, pięciostrunowa gitara basowa[4]
- JB (Guitarmanus) custom, pięciostrunowa gitara basowa[4]

### Pozostały sprzęt
- Markbass SD 800 (wzmacniacz)[31]
- Markbass 106HF (kolumna głośnikowa)[31]
- Markbass 104HF (kolumna głośnikowa)[31]
- Markbass 151HF (kolumna głośnikowa)[31]
- Madison E-600 (wzmacniacz)[4]
- Madison MAB-810 (kolumna głośnikowa)[4]
- Ampeg B2R (wzmacniacz)[4]
- Ampeg SVT-6 PRO (wzmacniacz)[32]
- Sansamp RBI (przedwzmacniacz)[4]
- ADA-mp2 (przedwzmacniacz)[4]
- BBE 462 Sonic Maximizer Rack Unit[4]
- Boss pedals (pedał przełącznikowy)[4]
- Furman RP-8D Power Conditioner[32]
- Tech 21 SansAmp RBI[32]
- Sennheiser EW100 wireless (system bezprzewodowy)[32]
- DV Mark C 412 Standard (kolumna głośnikowa)[33]
- DV Mark Triple 6 (wzmacniacz)[33]

## Dyskografia
| Behemoth - Demigod (2004, Regain Records) - Crush.Fukk.Create. Requiem for Generation Armageddon (2004, DVD, Regain Records) - Slaves Shall Serve (EP, 2005, Regain Records) - Demonica (2006, Regain Records) - The Apostasy (2007, Regain Records) - At The Arena ov Aion – Live Apostasy (2008, Regain Records) - Ezkaton (EP, 2009, Regain Records) - Evangelion (2009, Nuclear Blast Records) - Evangelia Heretika (2010, DVD, Nuclear Blast, Metal Blade) - Abyssus Abyssum Invocat (2011, Peaceville Records) - Blow Your Trumpets Gabriel (EP, 2013, New Aeon Musick) - The Satanist (2014, Nuclear Blast Records, Metal Blade Records) - I Loved You at Your Darkest (2018, Nuclear Blast Records, Metal Blade Records) |  | Neolithic - My Beautiful Enemy (2003, Mystic Producton) - Team 666 (2004, Empire Records) Inne - Closterkeller – Act III (2003, DVD, Metal Mind Records) - Vader – ...And Blood Was Shed in Warsaw (2007, DVD, Metal Mind Records) - Vulgar – I Don’t Wanna Go To Heaven (2009, Sopocka Odessa, gościnnie) - Vulgar – The Professional Blasphemy (2010, Sopocka Odessa, gościnnie) - My Riot – Sweet Noise (2011, EMI Music Poland, gościnnie) - Leash Eye – V.I.D.I (2011, Metal Mind Productions, produkcja muzyczna) - Devilish Impressions – Simulacra (2012, Icaros Records, gościnnie) - Vulgar – We Have Come To Kill You (2012, Sopocka Odessa, produkcja muzyczna) - Sammath Naur – Beyond the Limits (2012, System-Beyond Records, gościnnie) - Nomad – Tetramorph (EP, 2015, Witching Hour Productions, gościnnie) |

## Telewizja
- Dzień dobry TVN (2009, 2010, TVN, magazyn poranny)
- Pytanie na śniadanie (2010, TVP2, magazyn poranny)

## Nagrody i wyróżnienia

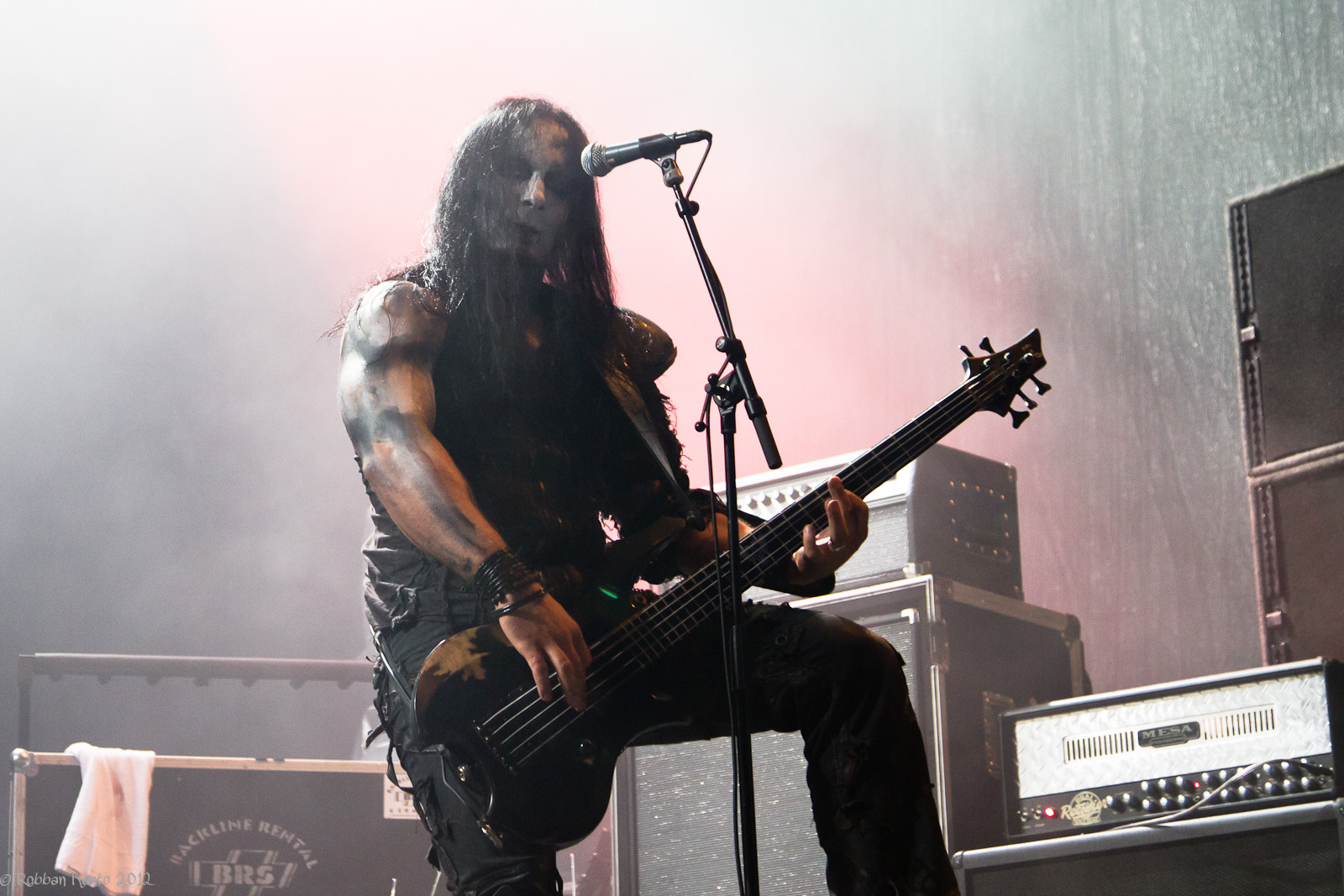
Tomasz „Orion” Wróblewski podczas koncertu wraz z grupą Behemoth w 2012 roku

| 2005 | Album roku – rock/metal (Behemoth – Demigod)                               | Nominacja |
| 2008 | Album roku – rock/metal (Behemoth – The Apostasy)                          | Nominacja |
| 2009 | Album roku – metal (Black River – Black River)                             | Nominacja |
| 2009 | Album roku – heavy metal (Behemoth – At The Arena ov Aion – Live Apostasy) | Nominacja |
| 2010 | Wydawnictwo Specjalne Najlepsza Oprawa Graficzna (Behemoth – Evangelion)   | Nominacja |
| 2010 | Album Roku Heavy Metal (Behemoth – Evangelion)                             | Nagroda   |
| 2010 | Produkcja Muzyczna Roku (Behemoth – Evangelion)                            | Nominacja |
| 2010 | Grupa Roku (Behemoth)                                                      | Nominacja |
| 2010 | Wideoklip Roku (Behemoth – „Ov Fire And The Void”)                         | Nominacja |
| 2011 | Wideoklip Roku (Behemoth – „Alas, Lord Is Upon Me”)                        | Nominacja |
| 2012 | Wideoklip Roku (Behemoth – „Lucifer”)                                      | Nominacja |

| Pozostałe nagrody | Pozostałe nagrody                | Pozostałe nagrody                   | Pozostałe nagrody | Pozostałe nagrody |
| Rok               | Kategoria                        | Nagroda                             | Uwagi             |                   |
| ----------------- | -------------------------------- | ----------------------------------- | ----------------- | ----------------- |
| 2005              | Best underground band (Behemoth) | Metal Hammer Golden Gods Awards     | Nominacja         |                   |
| 2009              | Muzyka popularna (Behemoth)      | Paszport Polityki                   | Nominacja         |                   |
| 2009              | Best underground band (Behemoth) | Metal Hammer Golden Gods Awards     | Nagroda           |                   |
| 2010              | Best underground band (Behemoth) | Revolver Golden Gods Awards         | Nominacja         |                   |
| 2010              | Artysta Roku 2010 (Behemoth)     | Plebiscyt Onet.pl                   | Nagroda           |                   |
| 2010              | Najlepszy basista                | Plebiscyt Magazynu Terrorizer, 2009 | Nagroda           |                   |